# スパチャラサイ国立競技場
スパチャラサイ国立競技場（タイ語: สนามศุภชลาศัยกรีฑาสถานแห่งชาติ
ពហុកីឡាដ្ឋានជាតិ、英語: Suphachalasai National Stadium）はタイ、バンコクのパトゥムワン区にある国立の陸上競技兼用スタジアムである。今でも旧称の様に、単に「国立競技場」とも呼ばれることもある。現在はサッカーの試合に使われることが多い。収容人員は35,000人で、1935年に開設された。
国立競技場はシャム革命に参加した海軍少佐スパチャラサイ男爵にちなんで名付けられた。

## 施設の概要
- 35,000人収容、バックスタンドは階段状の白いコンクリートの席
- 屋根はメインのみ
- ナイター設備
- スタジアム外壁にはアジア大会の歴代金メダリストの名が印されている

## 主な大会・イベント
- 1966年、1970年と、1978年アジア競技大会のメイン会場として用いられた。
- AFCアジアカップ1972のメイン会場として用いられた。
- 1993年8月、マイケル・ジャクソンの「Dangerous World Tour」で使用された。
- AFCチャンピオンズリーグ2002-2003　グループリーグ・グループAで日本の鹿島アントラーズがタイのBECテロ・サーサナFC 、韓国の大田シチズン、中国の上海申花などのクラブチームと戦った。
- 2005年6月8日、サッカー日本代表が2006年FIFAワールドカップ・ドイツ大会への出場をかけてアジア最終予選B組の北朝鮮との試合を無観客試合として行い、2対0で勝利し本大会への出場を決めた。
- アジアカップ2007　グループリーグ・グループA最終戦、オマーン対イラクの1試合

## 所在地・アクセス
バンコク・スカイトレイン（BTS）シーロム線の終点、サナームキラーヘンチャート駅（国立競技場駅）下車すぐ。